# Busstation Aalsmeer
Het busstation Aalsmeer is een busstation in het Nederlandse dorp Aalsmeer (provincie Noord-Holland). Het werd geopend op 12 december 2021.

## Geschiedenis

### Weteringstraat
Op 15 mei 1925 werd bij de toenmalige streekvervoerder Maarse & Kroon een verbinding geopend tussen Aalsmeer en Leimuiden die verder reed naar Leiden. Op 1 januari 1927 werd een busdienst geopend van Aalsmeer via Bovenkerk en Amstelveen naar Amsterdam. Hieruit ontstond lijn 1 die Aalsmeer (een deel van de diensten reed verder naar Kudelstaart/Rijsenhout en Leimuiden) via Bovenkerk en Amstelveen (waar gereden werd via de Keizer Karelweg en de Amsterdamseweg) met Amsterdam verbond over de Amstelveenseweg met het Haarlemmermeerstation. Ter vervanging van de zwaar verliesgevende Haarlemmermeerspoorlijnen werd op 16 december 1935 lijn 3 van het Lorentzplein in Haarlem via Heemstede en Hoofddorp naar Aalsmeer ingesteld. Bij de garage en toenmalige hoofdkantoor van Maarse & Kroon aan de Weteringstraat werd aansluiting op elkaar gegeven.

### Busstation Hortensialaan

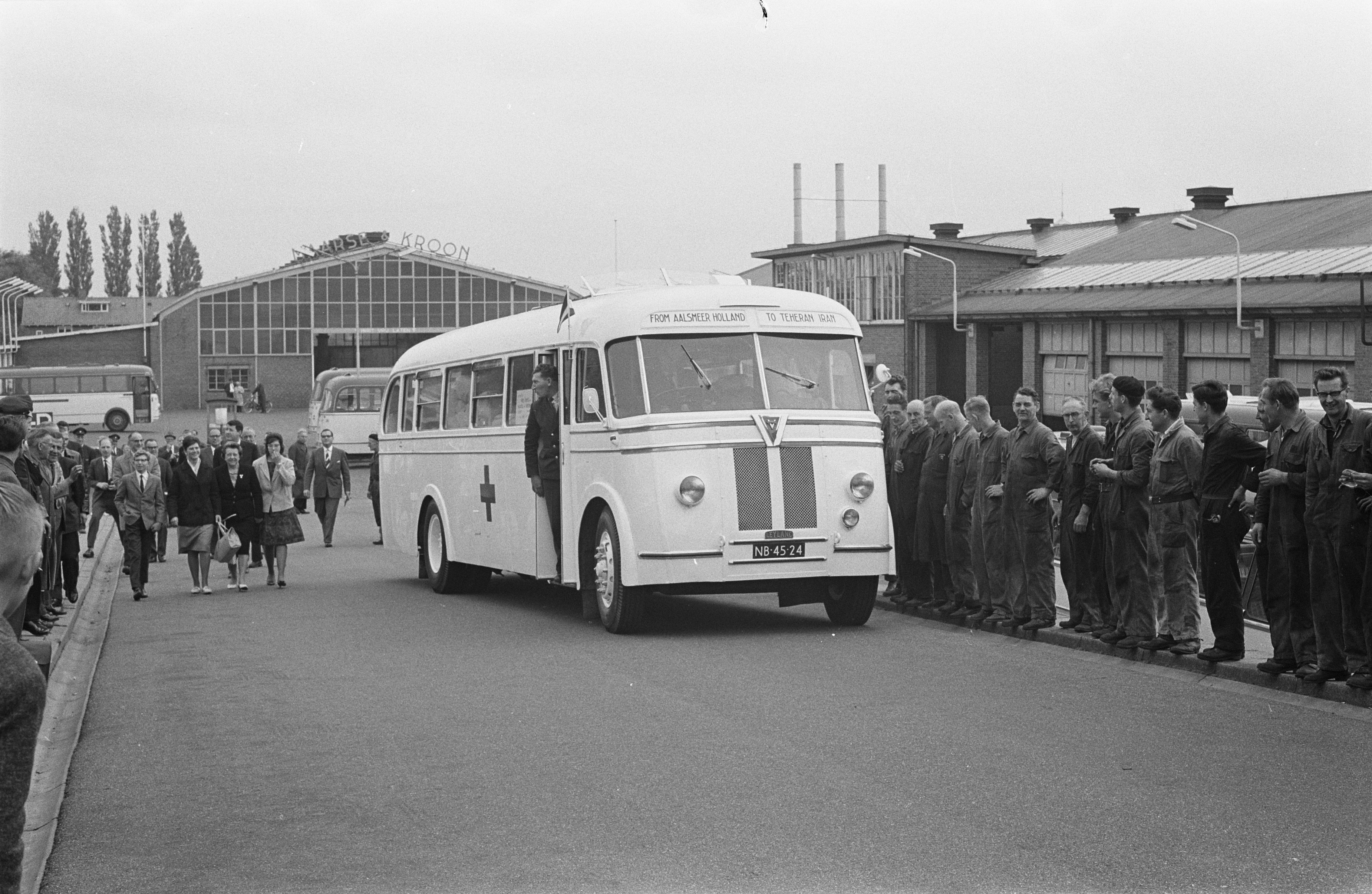
Maarse & Kroon garage Aalsmeer in 1962

In 1939 kwam er een bouwplan voor een nieuwe garage en werkplaats ter vervanging van de te kleine en verouderde garage. In 1948 kwam het eerste gedeelte van de nieuwe garage en werkplaats aan de Stommeerweg gereed. Het complex werd in de jaren daarna uitgebreid en werd samen met een nieuw hoofdkantoor voor Maarse & Kroon op 28 augustus 1959 officieel geopend. Aan de noordzijde van de garage kwam op de Hortensialaan bij de kruising Ophelialaan een busstation waar de lijnen aansluiting op elkaar gaven. Dit busstation bestond uit een aantal halteplaatsen langs de gewone rijweg aan beide kanten langs het water in het midden. Haaks op de Hortensialaan evenwijdig aan de Ophelialaan naast het personeelsverblijf was ook een halte met aan de andere kant een bufferplaats. In 1973 ging Maarse & Kroon op in Centraal Nederland en de garage werd nog tot 1990 voor de exploitatie gebruikt. Na sloop van het complex verscheen er woningbouw waar de naam "Maarse & Kroonhof" aan herinnert. Het busstation bleef nog tot 11 december 2021 gehandhaafd maar was krap bemeten maar wel centraal in het dorp gelegen.

## Busstation Zwarteweg
Ter vervanging van het oude busstation aan de Hortensialaan werd aan de oostkant van het dorp aan de Burgemeester Kasteleinweg (N196, bij de rotonde met de Zwarteweg) een nieuw busstation aangelegd. Het busstation kent een eilandperron met 5 halteplaatsen met abri's, opstelplaatsen met laadpalen voor het opladen van elektrische bussen en een personeelsverblijf. Het nieuwe busstation is ruimer bemeten dan het oude maar heeft als groot nadeel dat het buiten de bebouwde kom is gelegen en de lijnen 171 en 357 het dorpscentrum niet meer aandoen. Passagiers voor het dorpscentrum kunnen overstappen op lijn 340.

### Busdiensten
Alle buslijnen worden verzorgd door het vervoerbedrijf Connexxion.
| Lijn              | Route | Opmerkingen                                                            |
| ----------------- | --- | ---------------------------------------------------------------------- |
| Streekbus         | |                                                                        |
| 171               | Aalsmeer Busstation - Amstelveen - Amsterdam Bijlmer ArenA                                                    | Rijdt 's avonds en in het weekend alleen tussen Aalsmeer en Amstelveen |
| Vroege ochtendbus | |                                                                        |
| 257               | Amsterdam Haarlemmermeerstation → Amstelveen → Aalsmeer Busstation                                            |                                                                        |
| R-net             | |                                                                        |
| 340               | Uithoorn Busstation - Aalsmeer Busstation - Hoofddorp - Heemstede - Haarlem Station                           |                                                                        |
| 357               | Kudelstaart Bilderdammerweg - Aalsmeer Busstation - Amstelveen Busstation - Amsterdam Busstation Elandsgracht | Donderdag- t/m zaterdagnacht deels als N57                             |
| N57               | Aalsmeer Busstation - Amstelveen Busstation - Amsterdam Busstation Elandsgracht - Amsterdam Centraal          |                                                                        |